# Karl Strupp
Karl Strupp (geboren 30. März 1886 in Gotha; gestorben 28. Februar 1940 in Chatou bei Paris) war ein deutscher Jurist mit Spezialisierung auf Völkerrecht und Internationales Privatrecht.

## Leben
Karl Strupp studierte Geschichtswissenschaften und Jura an den Universitäten Heidelberg und Marburg und machte 1909 das juristische Staatsexamen in Kassel. Er wurde 1910 promoviert und habilitierte 1923. Er publizierte 1923 die Documents pour service à l’histoire de droit de gens, 5 Bände (bereits 1912 erschien: Urkunden zur Geschichte des Völkerrechts). Er war von 1926 bis 1933 ordentlicher Professor an der Universität Frankfurt am Main, von der er 1933 entlassen wurde. Danach wanderte er nach Istanbul aus; von dort 1935 nach Frankreich. Er war auch Professor an der Akademie für internationales Recht im Haag und Mitglied der verschiedensten internationalen Institute, die sich mit Völkerrecht befassten.

## Schriften (Auswahl)

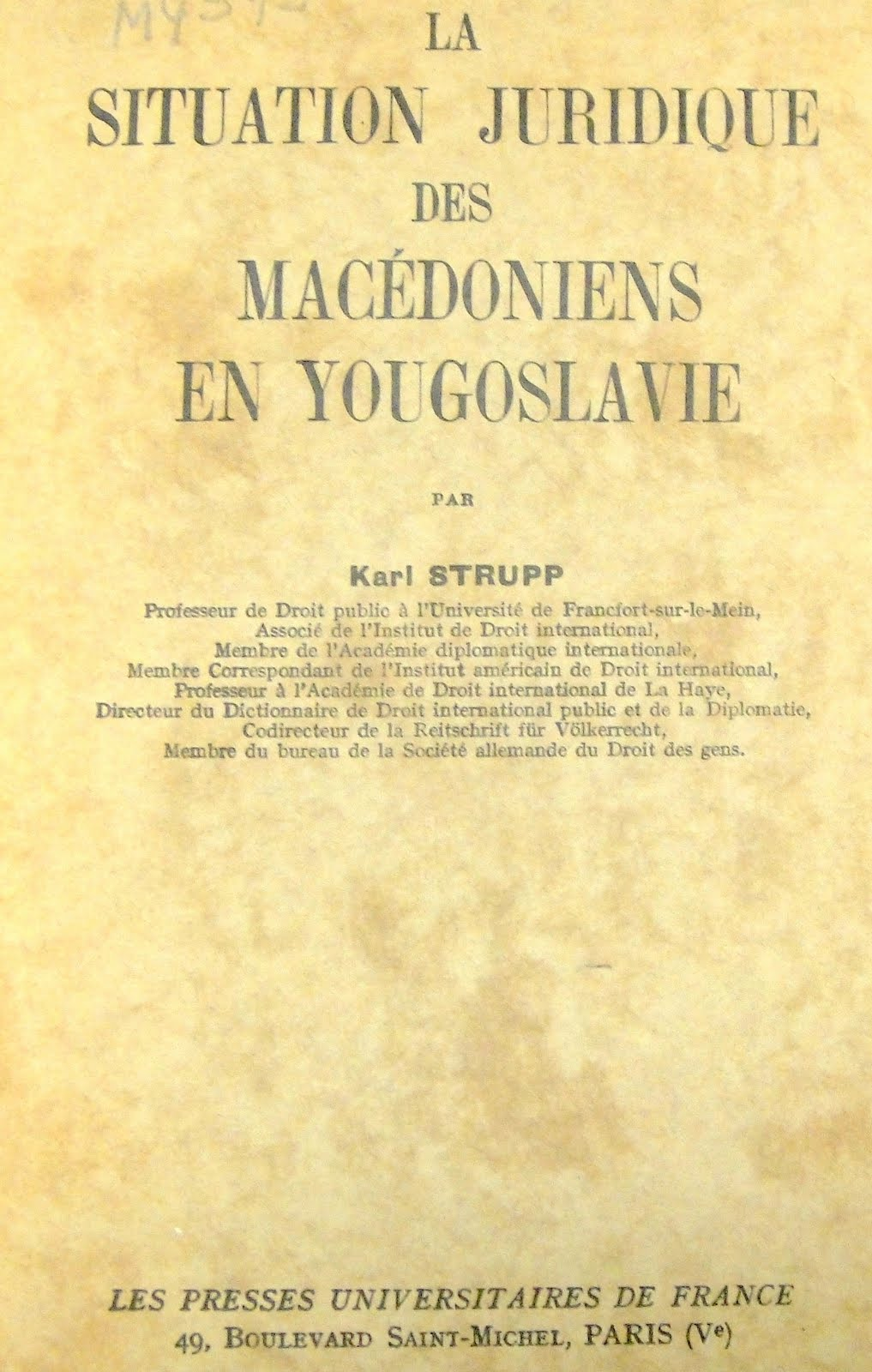
La Situation Juridique des Macedoniens en Yugoslavie (1929)

- Grundzüge des positiven Völkerrechts, 1921 (5. Aufl. 1932).
- Theorie und Praxis des Völkerrechts, 3 Bde., 1925.
- Legal machinery for peaceful change, 1937.
- (Hrsg.): Wörterbuch des Völkerrechts und der Diplomatie, 3 Bde., 1924–1929.
- Kriegszustandsrecht, 1916.
- Das völkerrechtliche Delikt, 1920.
- Eléments du droit international public universel européen et américain, 2 Bde., 1930.